# WTA 125K 2014
WTA 125K 2014 představoval třetí ročník mezinárodních tenisových turnajů v rámci série WTA 125, střední úrovně ženského profesionálního tenisu organizované Ženskou tenisovou asociací (WTA). Okruh zahrnoval pět turnajů, z nichž čtyři probíhaly v Asii a jeden v Evropě. Odehrával se od 21. července do 9. listopadu 2014.
Každý turnaj měl celkový rozpočet 125 000 dolarů, což odráželo pojmenování tohoto okruhu. Dvě události hrané v předchozí sezóně 2013, v kolumbijském Cali a čínském Nankingu, byly nahrazeny novými turnaji v čínském Nan-čchangu a francouzském Limoges. Nejvyšší počet dvou trofejí vyhrála Tchawanka Čuang Ťia-žung, obě v deblových soutěžích.

## Přehled turnajů
Tabulky měsíců uvádí vítězky a finalistky dvouhry i čtyřhry, dále pak semifinalistky a čtvrtfinalistky dvouhry. Zápis –D/–Q/–Č uvádí počet hráček dvouhry/hráček kvalifikace dvouhry/párů čtyřhry.
| Týden od     | Turnaj                                                                                   | Vítězky                                                | Finalistky                            | Semifinalistky                         | Čtvrtfinalistky                                                         |
| ------------ | ---------------------------------------------------------------------------------------- | ------------------------------------------------------ | ------------------------------------- | -------------------------------------- | ----------------------------------------------------------------------- |
| 21. července | Jiangxi International Women's Tennis Open Nan-čchang, Čína 125 000 $ – tvrdý 32D/16Q/16Č | Pcheng Šuaj 6–2, 3–6, 6–3                              | Liou Fang-čou                         | Čeng Saj-saj Luksika Kumkhumová        | Wang Čchiang Misaki Doiová Wang Ja-fan Čang Ling                        |
| 21. července | Jiangxi International Women's Tennis Open Nan-čchang, Čína 125 000 $ – tvrdý 32D/16Q/16Č | Čuang Ťia-žung Džunri Namigatová 7–6(7–4), 6–3         | Čan Ťin-wej Sü I-fan                  | Čeng Saj-saj Luksika Kumkhumová        | Wang Čchiang Misaki Doiová Wang Ja-fan Čang Ling                        |
| 1. září      | Suzhou Ladies Open Su-čou, Čína 125 000 $ – tvrdý 32D/16Q/16Č                            | Anna-Lena Friedsamová 6–1, 6–3                         | Tuan Jing-jing                        | Jana Čepelová Misa Egučiová            | Liou Fang-čou Kateryna Kozlovová Risa Ozakiová Patricia Mayr-Achleitner |
| 1. září      | Suzhou Ladies Open Su-čou, Čína 125 000 $ – tvrdý 32D/16Q/16Č                            | Čan Ťin-wej Čuang Ťia-žung 6–1, 3–6, [10–7]            | Misa Egučiová Eri Hozumiová           | Jana Čepelová Misa Egučiová            | Liou Fang-čou Kateryna Kozlovová Risa Ozakiová Patricia Mayr-Achleitner |
| 27. října    | Ningbo Int'l Women's Tennis Open Ning-po, Čína 125 000 $ – tvrdý 32D/16Q/16Č             | Magda Linetteová 3–6, 7–5, 6–1                         | Wang Čchiang                          | Tuan Jing-jing Paula Kaniová           | Jekatěrina Byčkovová Ču Lin Wang Jen Liou Fang-čou                      |
| 27. října    | Ningbo Int'l Women's Tennis Open Ning-po, Čína 125 000 $ – tvrdý 32D/16Q/16Č             | Arina Rodionovová Olga Savčuková 4–6, 7–6(7–2), [10–6] | Čan Sin-jün Čang Kchaj-lin            | Tuan Jing-jing Paula Kaniová           | Jekatěrina Byčkovová Ču Lin Wang Jen Liou Fang-čou                      |
| 3. listopadu | OEC Taipei WTA Challenger Tchaj-pej, Tchaj-wan 125 000 $ – koberec (hala) 32D/16Q/16Č    | Vitalija Ďjačenková 1–6, 6–2, 6–4                      | Čan Jung-žan                          | Anna-Lena Friedsamová Ana Bogdanová    | Magda Linetteová Alla Kudrjavcevová Čeng Saj-saj Luksika Kumkhumová     |
| 3. listopadu | OEC Taipei WTA Challenger Tchaj-pej, Tchaj-wan 125 000 $ – koberec (hala) 32D/16Q/16Č    | Čan Chao-čching Čan Jung-žan 6–4, 6–3                  | Čang Kchaj-čen Čuang Ťia-žung         | Anna-Lena Friedsamová Ana Bogdanová    | Magda Linetteová Alla Kudrjavcevová Čeng Saj-saj Luksika Kumkhumová     |
| 3. listopadu | Open GDF Suez de Limoges Limoges, Francie 125 000 $ – tvrdý (hala) 32D/16Q/8Č            | Tereza Smitková 7–6(7–4), 7–5                          | Kristina Mladenovicová                | Francesca Schiavoneová Océane Dodinová | Lesja Curenková Richèl Hogenkampová Ana Konjuhová Julia Putincevová     |
| 3. listopadu | Open GDF Suez de Limoges Limoges, Francie 125 000 $ – tvrdý (hala) 32D/16Q/8Č            | Kateřina Siniaková Renata Voráčová 2–6, 6–2, [10–5]    | Tímea Babosová Kristina Mladenovicová | Francesca Schiavoneová Océane Dodinová | Lesja Curenková Richèl Hogenkampová Ana Konjuhová Julia Putincevová     |

## Rozpočet a body
Celková dotace událostí činila 125 000 dolarů, což odrážel název série. Ubytování a stravování – tzv. hospitality, byly na turnajích automaticky zajištěny organizátory. Šampiónka dvouhry a každá z vítězek čtyřhry si připsala 160 bodů, finalistky pak 95 bodů.
| Rozpis bodů | Rozpis bodů | Rozpis bodů | Rozpis bodů    | Rozpis bodů     | Rozpis bodů | Rozpis bodů | Rozpis bodů | Rozpis bodů | Rozpis bodů |
| Soutěž      | vítězky     | finalistky  | semifinalistky | čtvrtfinalistky | 16 v kole   | 32 v kole   | QV          | Q2          | Q1          |
| ----------- | ----------- | ----------- | -------------- | --------------- | ----------- | ----------- | ----------- | ----------- | ----------- |
| dvouhra     | 160         | 95          | 57             | 29              | 15          | 1           | 6           | 4           | 1           |
| čtyřhra     | 160         | 95          | 57             | 29              | 1           |             |             |             |             |

## Přehled titulů

### Tituly podle tenistek
| celkem | tenistka                    | dvouhra | čtyřhra | dvouhra | čtyřhra |
| ------ | --------------------------- | ------- | ------- | ------- | ------- |
| 2      | Čuang Ťia-žung (TPE)        |         | ●       | 0       | 2       |
| 1      | Vitalija Ďjačenková (RUS)   | ●       |         | 1       | 0       |
| 1      | Magda Linetteová (POL)      | ●       |         | 1       | 0       |
| 1      | Anna-Lena Friedsamová (GER) | ●       |         | 1       | 0       |
| 1      | Pcheng Šuaj (CHN)           | ●       |         | 1       | 0       |
| 1      | Tereza Smitková (CZE)       | ●       |         | 1       | 0       |
| 1      | Čan Ťin-wej (TPE)           |         | ●       | 0       | 1       |
| 1      | Čan Chao-čching (TPE)       |         | ●       | 0       | 1       |
| 1      | Čan Jung-žan (TPE)          |         | ●       | 0       | 1       |
| 1      | Džunri Namigatová (JPN)     |         | ●       | 0       | 1       |
| 1      | Arina Rodionovová (AUS)     |         | ●       | 0       | 1       |
| 1      | Olga Savčuková (UKR)        |         | ●       | 0       | 1       |
| 1      | Kateřina Siniaková (CZE)    |         | ●       | 0       | 1       |
| 1      | Renata Voráčová (CZE)       |         | ●       | 0       | 1       |

### Tituly podle státu
| Celkem | Stát             | dvouhra | čtyřhra |
| ------ | ---------------- | ------- | ------- |
| 3      | Čínská Tchaj-pej | 0       | 3       |
| 2      | Česko            | 1       | 1       |
| 1      | Čína             | 1       | 0       |
| 1      | Německo          | 1       | 0       |
| 1      | Polsko           | 1       | 0       |
| 1      | Rusko            | 1       | 0       |
| 1      | Austrálie        | 0       | 1       |
| 1      | Japonsko         | 0       | 1       |
| 1      | Ukrajina         | 0       | 1       |